# Cartagenerisme

Extensió d'una hipotètica província de Cartagena dins de l'actual Regió de Múrcia.

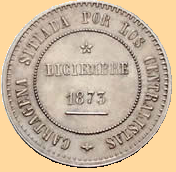
Moneda encunyada pel Cantó de Cartagena (1873).

El cartagenerisme és un moviment popular de Cartagena que pretén la creació d'un territori autònom nou centrat a la ciutat i la seva comarca (el Camp de Cartagena), incloent el Mar Menor.
Existeixen diferències entre els "provincialistes" i els "regionalistes". Uns volen la creació d'una nova província dins de la Regió de Múrcia, si bé refundant-la amb el nom de "Región del Sureste", mentre els altres volen la segregació total per crear una regió diferent de la Regió de Múrcia.
El cartagenerisme va tenir el seu moment àlgid als anys setanta i vuitanta del passat segle, amb la crisi industrial que va patir la ciutat de Cartagena i les ciutats de la rodalia, com ara La Unión. Un sector de la ciutat trimil·lenària es va oposar radicalment a prendre part de l'aleshores futurible Regió de Múrcia. Finalment, es va constituir la comunitat autònoma uniprovincial amb la seu del govern a la ciutat de Múrcia i la del parlament a Cartagena, per tal d'acontentar els separatistes. Tot i així, encara avui hi ha mobilitzacions populars per demanar la provincialitat de Cartagena dins de la Regió de Múrcia; també, en menor mesura, per demanar-ne simplement la independència. Entre els partits polítics que defensen la biprovincialitat destaquen "Partido Cantonal", "Movimiento Ciudadano de Cartagena" i la plataforma "2es+".
El naixement del Partido Federal Murciano i l'esclat de la Revolució Cantonal, que va propiciar la independència del Cantó de Cartagena (oficialment, "Cantón Murciano"), el 1873, amb la ciutat de Cartagena com a capital, es consideren l'inici del nacionalisme murcià però, en realitat, també són el punt de partença del cartagenerisme.